# Меджидие (бронепалубен крайцер)
Вижте пояснителната страница за други значения на Меджидие.
Меджидиè (на турски: Mecidiye) или Прут (на руски: Прут) е бронепалубен крайцер на Tурския военноморски флот, а временно от Руския имперски и от съветския черноморски флот, с драматична съдба.
Построен е през 1903 г. във Филаделфия, САЩ, за нуждите на турския флот. Наречен е „Меджидие“ в чест на султан Абдул Меджид I. Взема участие в Балканските войни. През октомври 1912 г. заедно с друг турски крайцер „Хамидие“ обстрелва българския град Варна. На 9 (22) декември 1912 г. е атакуван от гръцката подводница „Делфин I“, но торпедото не го улучва. Участва в две сражения с гръция флот: сражението при Ели през 1912 и сражението при Лемнос през 1913 г., а също и в десанта при Шаркьой на 18 февруари 1913 г.
По време на Първата световна война действа основно в акваторията на Черно море.
- В края на ноември 1914 г. „Меджидие“ заедно с крайцерите „Мидили“ и „Хамидие“ охранява конвоите, превозващи снабдяванията за Трапезунд. През декември 1914 г. там, на борда на крайцера е доставен Хафъз Хакъ паша, с инструкции за началник щаба на 3-та армия. За последен път крайцера е там на 6 декември 1914 г. заедно с друг крайцер, „Явуз Султан Селим“, и торпедните канонерски лодки „Берк-и Шевкет“ и „Пейк-и Шевкет“, последващите посещения стават невъзможн поради поставено от Черноморския флот на Русия минно заграждение.
- На 3 април 1915 г. под командването на корветен-капитана Ернст Бюхсел начело на група от крайцера „Хамидие“ и разрушителите „Муавенет-и Миллие“, „Ядигар-и-Миллет“, „Ташоз“ и „Самсун“ при опит за обстрел на Одеса се натъква на руска мина (загиват 26 души) и е довършен с торпедо, изстреляно от разрушителя „Ядигар-и-Миллет“. Обстрелът срещу Одеса бил прекратен и атакуващият отряд се завръща в Босфора. На другия ден руснаците свалят турския фалг от крайцера и издигат руския.
- На 9 юни 1915 г. е изваден от руските спасители и е отбуксиран за ремонт в Одеса.
- На 26 юни 1915 г. е зачислен в списъците на Черноморския флот.
- На 25 февруари 1916 г. е въведен в строй. Старата артилерия е свалена и насочена за усилване на отбраната на Одеса, крайцерът е въоръжен с 10 130-мм оръдия Б-7 от недостроения дредноут „Император Александр III“.
- В периода 25 февруари – 18 април 1916 г. участва в Трапезундската настъпателна операция.
- На 29 декември 1917 г. е включен в състава на Червения Черноморски флот[1]
- На 1 май 1918 г. е пленен в Севастопол от германските войски и върнат на Турция.

По време на разпадането на Османската империя крайцерът, както и други кораби от турския флот, е интерниран от съюзниците в Мраморно море. Върнат е на турския флот през 1925 г. В периода 1925 – 1927 г. преминава ремонт в корабостроителница в Гьолджук, след което служи в турската флота. От 1940 г. е учебен кораб. На 1 март 1947 г. е изваден от състава на флота. Продаден за скрап през 1952 г., разкомплектован между 1952 и 1956 г.